# Goodwater (Alabama)
Goodwater est une ville du comté de Coosa située dans l'État d'Alabama, aux États-Unis,.
Elle est initialement baptisée Adkins Gap, en référence à un colon de la première heure, mais devient vite connue en tant que Goodwater, en raison de sa proximité
avec la source de la rivière Hatchett Creek. La ville reste petite jusqu'en 1874, quand la compagnie ferroviaire Georgia Railroad créée une ligne qui traverse la ville, reliant Birmingham à Columbus, en Géorgie. La ville est incorporée en 1875.

## Démographie
| 1890 | 1900 | 1910 | 1920 | 1930 | 1940  | 1950  | 1960  |
| ---- | ---- | ---- | ---- | ---- | ----- | ----- | ----- |
| 589  | 728  | 740  | 920  | 996  | 1 028 | 1 227 | 2 023 |

| 1970  | 1980  | 1990  | 2000  | 2010  | - | - | - |
| ----- | ----- | ----- | ----- | ----- | - | - | - |
| 2 172 | 1 895 | 1 840 | 1 633 | 1 475 | - | - | - |

## Source de la traduction
- (en) Cet article est partiellement ou en totalité issu de l’article de Wikipédia en anglais intitulé « Goodwater, Alabama » (voir la liste des auteurs).